# Ruta chalepensis
Espèce
Ruta chalepensis, appelée aussi Rue de Chalep, est une espèce de plantes à fleurs de la famille des Rutaceae. Originaire d'Eurasie et d'Afrique du Nord, cette plante médicinale vivace est une espèce largement introduite ailleurs. Espèce glabre, non glanduleuse dans le haut, de 30–80 cm, ses feuilles plus larges (doù le synonyme Ruta macrophylla, « Rue à grandes feuilles ») sont composées (les
inférieures en forme de stipules et pétiolulées), chacune divisées en plusieurs segments qui sont subdivisées en plus petites folioles ovales-oblongues (d'où son synonyme de Ruta angustifolia, « Rue à feuilles étroites »). L'inflorescence est un racème de racèmes de fleurs composées de quatre ou cinq pétales jaune vif avec des bords frangés laminés. La grappe fructifère plus corymbiforme et moins lâche donne comme fruit des capsules parcheminées qui sont divisées en lobes pointus. La dissémination des graines est barochore.

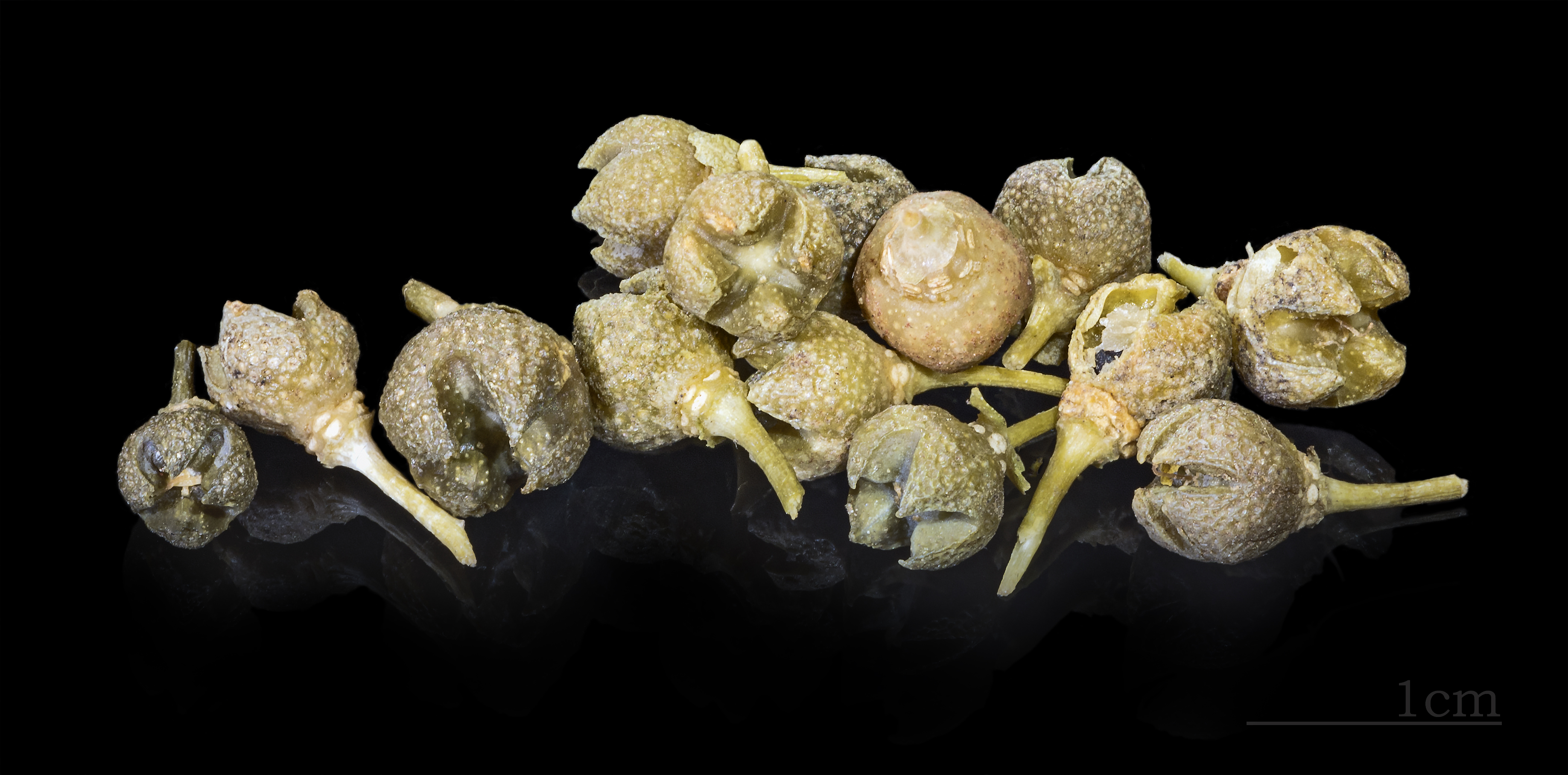
Fruits séchés (coll.MHNT)

Cette plante médicinale est toujours utilisée pour ses propriétés antispasmodique, tonique circulatoire, anti-inflammatoire, antibiotique et insectifuge.
En Éthiopie, Ruta chalepensis ou Ruta montana (tena adam en amharique) sont souvent utilisées pour parfumer le café.

## Synonymes
- Ruta angustifolia subsp. bracteosa (DC.) Bonnier & Layens
- Ruta bracteosa DC.
- Ruta chalepensis subsp. bracteosa
- Ruta macrophylla Sol.